# Dayton (Kentucky)
Dayton és una població dels Estats Units a l'estat de Kentucky. Segons el cens del 2000 tenia 5.966 habitants.

## Demografia
Segons el cens del 2000, Dayton tenia 5.966 habitants, 2.200 habitatges, i 1.518 famílies. La densitat de població era de 1.731,9 habitants/km².
Dels 2.200 habitatges en un 35,2% hi vivien nens de menys de 18 anys, en un 45,3% hi vivien parelles casades, en un 18% dones solteres, i en un 31% no eren unitats familiars. En el 25,5% dels habitatges hi vivien persones soles el 10,6% de les quals corresponia a persones de 65 anys o més que vivien soles. El nombre mitjà de persones vivint en cada habitatge era de 2,69 i el nombre mitjà de persones que vivien en cada família era de 3,24.
Per edats la població es repartia de la següent manera: un 28,2% tenia menys de 18 anys, un 11,9% entre 18 i 24, un 29,8% entre 25 i 44, un 19,5% de 45 a 60 i un 10,6% 65 anys o més.
L'edat mediana era de 32 anys. Per cada 100 dones de 18 o més anys hi havia 92 homes.
La renda mediana per habitatge era de 32.008 $ i la renda mediana per família de 38.339 $. Els homes tenien una renda mediana de 28.592 $ mentre que les dones 21.048 $. La renda per capita de la població era de 15.373 $. Entorn del 15,2% de les famílies i el 16,3% de la població estaven per davall del llindar de pobresa.

## Poblacions més properes
El següent diagrama mostra les poblacions més properes.